# Contea di Clayton (Iowa)
La contea di Clayton (in inglese Clayton County) è una contea dello Stato dell'Iowa, negli Stati Uniti. La popolazione al censimento del 2000 era di 18 678 abitanti. Il capoluogo di contea è Elkader.

## Altri progetti

Cartello stradale.